# 佐藤幸男 (政治学者)
佐藤 幸男（さとう ゆきお、1948年7月22日 - ）は、日本の政治学者。富山大学人間発達科学部名誉教授。専門は国際政治学、南北問題。

## 来歴
東京都生まれ。明治大学政治経済学部卒業、明治大学大学院政治経済学研究科修士課程修了。広島大学総合科学部講師、名古屋大学法学部助教授、名古屋大学大学院国際開発研究科助教授、富山大学教育学部教授を経て、2005年から人間発達科学部教授。2009年から2011年3月まで富山大学副学長。2014年名誉教授。

## エピソード
2010年6月23日、松島泰勝龍谷大学教授が発表した「琉球自治共和国連邦独立宣言」に賛同の意を表明した。松島は後に、琉球民族独立総合研究学会を設立している。

## 著書
- 『開発の構造―第三世界の開発/発展の政治社会学』、同文舘出版、1989年。

### 共著・編著
- 『国際政治モノ語り―グローバル政治経済学入門』、法律文化社、2011年。
- 『世界政治を思想する』、全2巻、前田幸男と共編、国際書院、2010年。
- 『観光開発と文化―南からの問いかけ』、橋本和也と共編、世界思想社、2003年。
- 『太平洋アイデンティティ』、国際書院、2003年。
- 『NPO/NGOと国際協力』、西川潤と共編、ミネルヴァ書房、2002年。
- 『世界史のなかの太平洋』、国際書院、1998年。
- 『政治学のトポグラフィ』、星野智・斎藤俊明・磯崎育男と共著、新曜社、1989年。
- 『現代の国際組織―国連専門機関の「政治化」と第三世界の態様』、人間の科学社、1982年。